# Карікала Чола
Карікала Чола(там. கரிகால சோழன்) — південноіндійський правитель Чола. Вважається найвидатнішим правителем з ранніх Чола. Існують суперечності у визначенні періоду його правління, але більшість вважають, що його царювання завершилось 190 року до н. е.

## Життєпис
Був сином Іламчетчені. Ім'я Карікала означає людина з обпаленою ногою, що є нагадуванням про подію, що сталась у перші роки його життя. Деякі дослідники вважають, що ім'я Карікали складається з двох тамільських слів карі та калан, що означає убивця слонів.

### Завоювання
Карікала боровся проти царів з династій Чера та Пандья. В результаті битви при Венні (біля сучасного Тханджавура) Карікала поклав початок руйнуванню союзу, що був сформований проти нього. Цар Чера, який зазнав поранення спини під час битви, покінчив з життям. Перемога у битві при Венні допомогла Карікалі значно зміцнити свою владу, а також отримати гегемонію серед трьох царств.

### Будівництво

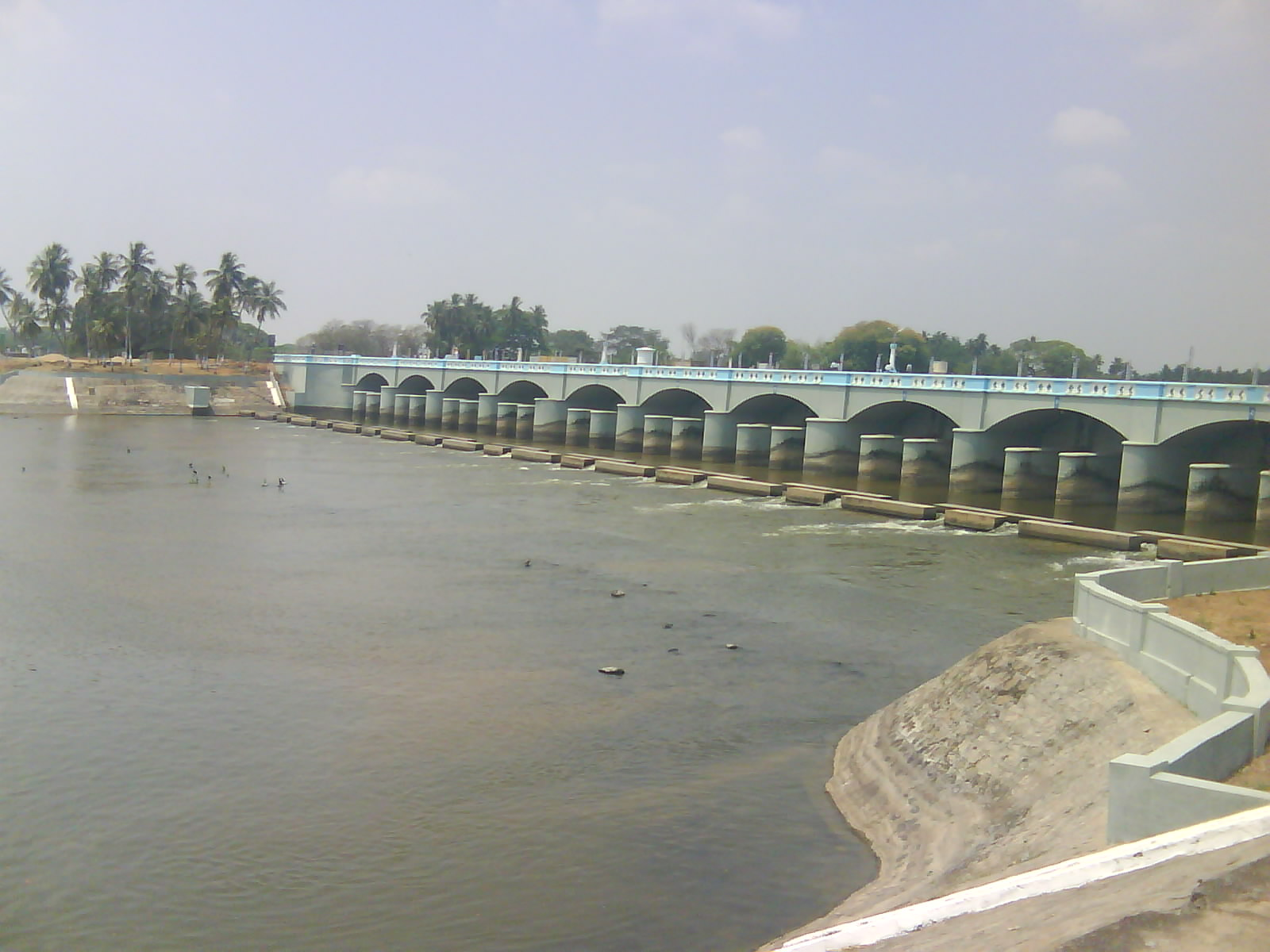
Дамба Калланай на річці Кавері

Карікалі приписують зведення дамб уздовж берегів річки Кавері. Однією з найвідоміших таких дамб є Калланай, що є однією з найдавніших водозахисних споруд у світі, що досі експлуатуються.